# Попутчики (фильм, 2000)
Попутчики (англ. Forever Lulu) — романтическая комедия 2000 года режиссёра и сценариста Джона Кэя. Правильное название перевода «Навсегда Лулу».

## Сюжет
У Бена и Лулу когда-то была страстная интрига, которая закончилась плачевно. Сейчас, спустя 15 лет, он — преуспевающий писатель, который получает призыв о помощи. Лулу в опасности. Она открывает ему большую тайну… В результате они отправляются в поездку через всю страну…

## В ролях
- Мелани Гриффит — Лулу МакФи
- Пенелопа Энн Миллер — Клэр Клифтон, жена Бена
- Патрик Суэйзи — Бен Клифтон, профессиональный писатель
- Ричард Шифф — Джером Эллсворт

## Рецензии
По одной из рецензий на сайте «Кинопоиска», картина не получила должного зрительского внимания, так как подобных фильмов сейчас снимают много. При этом отмечается, что актёрский состав, режиссура и музыкальное сопровождение соответствуют хорошей мелодраме.
На сайте «Отзовик» есть отзыв, в котором среди достоинств фильма отмечают работу Патрика Суэйзи, а среди недостатков — сюжет, пошлые слова и фразы, скучность.
На сайте IMDb средняя оценка фильма составляет 7,3 из 10 на основе 10 000 оценок пользователей. Зрители также оценили картину на 7,3 из 10.

## Интересные факты
Алеку Болдуину была предложена роль Бена Клифтона.